# Albatros Al 103
L'Albatros Al 103, o L 103 con la denominazione aziendale pre-RLM, era un monomotore monoplano da addestramento ad ala alta a parasole sviluppato dall'azienda tedesca Albatros Flugzeugwerke negli anni trenta.
Caratterizzato da una freccia alare di 10°, venne costruito in un unico esemplare e fu l'ultimo modello progettato dall'azienda a portare il suo marchio.

## Storia del progetto
Dopo l'assorbimento da parte della Focke-Wulf, nel settembre 1931, i velivoli continuarono ad essere prodotti con la vecchia denominazione fino all'avvento della nuova normativa emessa dal Reichsluftfahrtministerium. L'Al 103 era l'ultimo progetto originale dell'Albatros con il quale si concluse la produzione sotto quel marchio. Il prototipo venne realizzato nel 1933.
Dotato, tranne l'ala, di un aspetto convenzionale, era caratterizzato di una fusoliera con due abitacoli separati in tandem, l'anteriore per il pilota e il posteriore per l'istruttore o passeggero. Posteriormente terminava in un impennaggio cruciforme monoderiva dotato di un unico piano orizzontale in posizione avanzata e controventato. L'ala, caratterizzata dalla pronunciata freccia alare positiva di 10°, era posizionata alta a parasole, controventata, collegata alla fusoliera lateralmente tramite una struttura a V e centralmente con una struttura in tubi d'acciaio. Il carrello d'atterraggio era fisso, ammortizzato anteriormente ed integrato posteriormente da un pattino d'appoggio. La propulsione era affidata ad un motore Argus As 10 C, un 8 cilindri a V rovesciata raffreddato ad aria, capace di erogare 240 CV (177 kW).